# 迪斯皮里奥图章

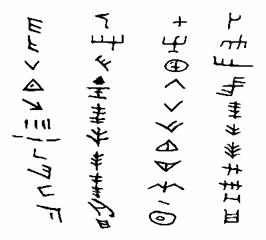
迪斯皮里奧圖章上文字。

迪斯皮里奥图章是一种刻有符号的木板。1993年在希腊北部卡斯托里亞州的迪斯皮里奥村一个湖滨的新石器时代考古现场发现。经碳14测定其年代约为公元前5260年。迪斯皮里奧的文化發展自新石器時代中期（西元前5600年-前5000年），直至新石器時代的後期（西元前3000年），这可能是欧洲最古老的文字之一。